# Крічова
Крічова (рум. Criciova) — село у повіті Тіміш в Румунії. Входить до складу комуни Крічова.
Село розташоване на відстані 343 км на північний захід від Бухареста, 66 км на схід від Тімішоари.

## Населення
За даними перепису населення 2002 року у селі проживала 741 особа.
Національний склад населення села:
| Національність | Кількість осіб | Відсоток |
| -------------- | -------------- | -------- |
| румуни         | 587            | 79,2%    |
| українці       | 142            | 19,2%    |
| цигани         | 8              | 1,1%     |

Рідною мовою назвали:
| Мова       | Кількість осіб | Відсоток |
| ---------- | -------------- | -------- |
| румунська  | 597            | 80,6%    |
| українська | 135            | 18,2%    |
| циганська  | 8              | 1,1%     |